# Rinodina confragosula
Rinodina confragosula är en lavart som först beskrevs av William Nylander och som fick sitt nu gällande namn av Johannes Müller Argoviensis. 
Rinodina confragosula ingår i släktet Rinodina och familjen Physciaceae. Inga underarter finns listade i Catalogue of Life.